# برايان هوبر
برايان هوبر (بالإنجليزية: Brian Hopper)‏ هو مغني بريطاني، ولد في 3 يناير 1943 في وايتستابل في المملكة المتحدة.

## وصلات خارجية
- برايان هوبر على موقع ميوزك برينز (الإنجليزية)
- برايان هوبر على موقع أول ميوزيك (الإنجليزية)
- برايان هوبر على موقع ديسكوغز (الإنجليزية)